# Astathes bigemmata
Astathes bigemmata är en skalbaggsart som beskrevs av Thomson 1865. Astathes bigemmata ingår i släktet Astathes och familjen långhorningar.
Artens utbredningsområde är Filippinerna. Inga underarter finns listade.